# Christian Toberentz
Christian Toberentz (* 17. August 1955 in Bremen) ist ein deutscher Schauspieler, Synchronsprecher, Sänger und Tanzlehrer.

## Werdegang
Toberentz schloss zunächst eine Ausbildung zum Schauspieler, Tänzer und Sänger bei Margot Stein in Berlin ab. Er begann mit Engagements in Berlin, so als Beckmann in Draußen vor der Tür, danach folgten weitere Beschäftigungen für verschiedene Rollen an mehreren Berliner Bühnen, u. a. das Hansa-Theater, die Vaganten Bühne, das Berliner Globe Theater und ging auf mehrere Tourneen.
In Musicalproduktionen trat er u. a. am Deutschen Theater für die Berliner Kammerspiele auf. Fast ein ganzes Jahr spielte und sang er für die Berliner Lieder-Revue Zille sein Milljöh auf den Bühnen des Nikolaiviertel. Daneben arbeitete er des Öfteren unter der Regie von Thomas Engel, Günter Gräwert und Ottokar Runze.
Darunter synchronisierte Toberentz etliche Rollen in Filmen und Serien, man kennt ihn am besten als die deutsche Stimme von Tim Russ als Tuvok in Star Trek: Raumschiff Voyager. Toberentz synchronisierte Russ auch in weiteren Serien, u. a. in CSI: Miami, Navy CIS oder Samantha Who?. Toberentz zog sich ca. 2009 aus der Synchronbranche zurück, um seinen Schwerpunkt komplett als Tanzlehrer im Ballett Centrum & Berliner Musicalschule zu verlegen, die er bereits seit 1994 leitet und Inhaber ist. 2019 hatte er ein Comeback als Stimme von Dr. Sherman, gespielt von Tim Russ, in The Orville. 2023 synchronisierte er Tim Russ als Tuvok erneut in der dritten Staffel von Star Trek: Picard.
Aufgrund seiner umfangreichen Ausbildung zum Stepptänzer, u. a. in New York, wurde Toberentz mit vielen verschiedenen Stilrichtungen vertraut; vom Revue über Filmchoreographien, darunter von Gene Kelly, bis zum Schwarzen Rhythm Tap.
Seit über dreißig Jahren unterrichtet Toberentz regelmäßig in mehreren Berliner Studios und gibt Workshops in Berlin und Palma de Mallorca. Zudem verfügt er über eine langjährige Erfahrung als Stepp-Choreograph für Bühne und Film. Gemeinsam mit Sabine Schöttle bildet er das Stepp-Duo Gnadenlose Füße, welches nicht nur mit Shows, sondern auch mit kleinen, mit Stepptanz erzählten Geschichten, auf unzähligen Galas, in Shows und auf Straßenfesten auftritt.
Toberentz lebt in Berlin.